# Neogasterichus
Neogasterichus is een geslacht van vliesvleugeligen uit de familie van de Eulophidae. De wetenschappelijke naam van dit geslacht werd voor het eerst geldig gepubliceerd in 2003 door T. C. Narendran.

## Soorten
Het geslacht Neogasterichus omvat de volgende soorten:
- Neogasterichus achalicus Narendran & Sureshan, 2010
- Neogasterichus bhubaneswaricus Narendran & Sureshan, 2010
- Neogasterichus dulciculus Narendran, 2003
- Neogasterichus longigastris Narendran, 2003